# Max Strassberg
Max Strassberg (* 14. Oktober 1913 in Wien; † 17. Juli 1968 in Hamburg; vereinzelt auch als Max Straßberg geführt) war ein österreichischer Schauspieler und Hörspielsprecher.

## Leben
Max Strassberg spielte von 1945 bis 1949 in Wien an der von Stella Kadmon im Jahr 1931 gegründeten Kleinkunstbühne „Der liebe Augustin“ und an dem Neuen Theater in der Scala. Ab 1949 folgten Engagements an verschiedenen Bühnen in Berlin.
Max Strassberg wirkte verstärkt ab Mitte der 1950er Jahre in verschiedenen Film- und Fernsehproduktionen mit.
Darunter befanden sich 1958 der Unterhaltungsfilm Und abends in die Scala von Erik Ode mit Caterina Valente, Gerhard Riedmann und Ruth Stephan und 1963 eine freie Adaption der Dreigroschenoper nach dem Bühnenstück von Bertolt Brecht und Kurt Weill in der Regie von Wolfgang Staudte mit Curd Jürgens, Hildegard Knef und Gert Fröbe. Eine besondere Stellung nimmt der 1958 gedrehte Spielfilm Ein Lied geht um die Welt ein. Der von Géza von Bolváry inszenierte Film behandelte das Leben des jüdischen Tenors Joseph Schmidt. Max Strassberg stellte sich hier selbst dar, denn in seinen Armen verstarb Joseph Schmidt am 16. November 1942 in der Schweiz. An der Seite von Max Strassberg spielten Hans Reiser, Theo Lingen und Karl Lieffen. Die Verbindung zu Joseph Schmidt war auch Gegenstand der 1958 produzierten Fernsehdokumentation von Theo Mezger und Helmut Pigge Die schöne Stimme, in der Max Strassberg von seinen Begegnungen mit Joseph Schmidt in der Schweiz erzählte.
Ab den 1960er Jahren konnte man Max Strassberg als Darsteller in zahlreichen Fernsehproduktionen wie Das Kriminalmuseum, Die fünfte Kolonne, Kommissar Freytag, Hafenpolizei und Polizeifunk ruft sehen. Weiterhin verkörperte Max Strassberg 1960 den Herrn von Feldstein in der Fernsehadaption des Bühnenstücks Die Träume von Schale und Kern von Johann Nestroy unter der Regie von Imo Moszkowicz mit Hilde Volk, Hans Putz und Ida Krottendorf  und trat 1961 in einer Folge der dreiteiligen Krimicomedy-Serie Macky Pancake auf. Zudem war er in der Adaption des Bühnenstücks Haben von Julius Hay in der Regie von Rolf Hädrich mit Therese Giehse, Carl Wery und Tilla Durieux und der deutsch-österreichischen Produktion Kurzer Prozeß von Michael Kehlmann mit Helmut Qualtinger, Alexander Kerst und Fritz Eckhardt als Darsteller tätig.
Ab Anfang der fünfziger Jahre arbeitete Max Strassberg auch als Sprecher in Hörspielproduktionen mit.

## Filmografie (Auswahl)
- 1956: Von der Liebe besiegt
- 1958: Und abends in die Scala
- 1958: Ein Lied geht um die Welt
- 1958: Die schöne Stimme (Fernsehdokumentation)
- 1959: Kriegsgericht
- 1959: Und das am Montagmorgen
- 1959: Die Stimme aus dem Hut (Fernsehfilm)
- 1959: Der König ist tot (Fernsehfilm)
- 1960: Der Irre von Chaillot (Fernsehfilm)
- 1960: Schatten der Helden (Fernsehfilm)
- 1960: Venus im Licht (Fernsehfilm)
- 1960: Die Friedhöfe (Fernsehfilm)
- 1960: Die Träume von Schale und Kern (Fernsehfilm)
- 1961: Macky Pancake – Es geschah im Nebel (Fernsehserie)
- 1962: Das Leben beginnt um acht
- 1962: Alpenkönig und Menschfeind (Fernsehfilm)
- 1962: Einen Jux will er sich machen (Fernsehfilm)
- 1962: Die Großherzogin von Gerolstein (Fernsehfilm)
- 1962: Die Rache (Fernsehfilm)
- 1962: Sherlock Holmes und das Halsband des Todes
- 1962: Der Mann aus Guayaquil (Fernsehfilm)
- 1963: Die Dreigroschenoper
- 1963: Der Tod des Handlungsreisenden (Fernsehfilm)
- 1964: Haben (Fernsehfilm)
- 1964: Der Talisman (Fernsehfilm)
- 1964: Die Verbrecher (Fernsehfilm)
- 1964: Gewagtes Spiel – Der Kopfsprung
- 1964: Haben (Fernsehfilm)
- 1964: Das Kriminalmuseum (Fernsehserie) – Gesucht: Reisebegleiter
- 1964: Sergeant Dower muß sterben (Fernsehfilm)
- 1964: Geschichten aus dem Wienerwald (Fernsehfilm)
- 1964: Die Geschichte von Joel Brand (Fernsehfilm)
- 1965: Figaro läßt sich scheiden (Fernsehfilm)
- 1965: Familientreffen (Fernsehfilm)
- 1965: Die Chinesische Mauer (Fernsehfilm)
- 1965: Plädoyer für einen Rebellen (Fernsehfilm)
- 1965: Die seltsamen Methoden des Franz Josef Wanninger (Fernsehserie)
- 1965: Donaugeschichten – Willy Müller und die Wiener Luft (Fernsehserie)
- 1965: Sie schreiben mit – Pension 'Zur schönen Aussicht' (Fernsehserie)
- 1965: Sie schreiben mit – Finderlohn ganz groß (Fernsehserie)
- 1966: Kommissar Freytag – Fahrerwechsel (Fernsehserie)
- 1966: Hafenpolizei – Taschendiebe (Fernsehserie)
- 1966: Italienische Nacht (Fernsehfilm)
- 1966: Die fünfte Kolonne – Mord auf Befehl (Fernsehserie)
- 1966: Herr Puntila und sein Knecht Matti (Fernsehfilm)
- 1966: Gewagtes Spiel – Der Pechvogel (Fernsehserie)
- 1967: Bericht eines Feiglings (Fernsehfilm)
- 1967: Hulla di Bulla (Fernsehfilm)
- 1967: Das Kriminalmuseum (Fernsehserie) – Die Spur führt nach Amsterdam
- 1967: Zuchthaus (Fernsehfilm)
- 1967: Polizeifunk ruft (Fernsehserie) – Gefährlicher Spaziergang
- 1967: Kurzer Prozeß
- 1967: Panoptikum (Fernsehfilm)
- 1967: Umsonst (Fernsehfilm)
- 1967: Ein Genie wird verkannt (Fernsehfilm)
- 1967: Jetzt schlägt’s 13 (Fernsehfilm)
- 1968: Kraft des Gesetzes (Fernsehfilm)
- 1968: Das Kriminalmuseum (Fernsehserie) – Der Scheck
- 1968: Die Unbekannte aus der Seine (Fernsehfilm)
- 1968: Der Mann, der keinen Mord beging (Fernsehserie) – sieben Folgen
- 1968: Graf Öderland (Fernsehfilm)
- 1969: Polizeifunk ruft (Fernsehserie) – Blüten auf St. Pauli

## Hörspiele (Auswahl)
- 1951: Der Fall van der Lubbe
- 1952: Die Freiheitsprobe
- 1953: 19. November 1823
- 1954: Mose, der Ägypter
- 1954: Hier passiert ja nie etwas
- 1954: Schüsse aus Sarajewo
- 1955: Und wer hat schuld?
- 1956: Ciske, die Ratte
- 1956: Die Krähenkolonie
- 1956: Sam Egos Haus
- 1959: Delila
- 1959: Die Autofalle
- 1961: Mensch ohne Namen. Ein Erlebnisbericht